# 陳之鼐
陈之鼐（？—？），清代末科進士，廣東番禺崇文廿四乡南滘人，生卒年不详。
陈之鼐少時父母双亡，在南滘之伯父供其读书。光绪二十七年参加乡试中举人。光緒三十年（1904年）中二甲第進士。曾任六品主事。